# Jan Strinnholm
Jan Strinnholm (* 1. Januar 1936; † 29. Juli 2014 in Nordingrå) war ein schwedischer Jazzpianist und Komponist.

## Leben und Wirken
Strinnholm spielte in seiner Schulzeit Bebop, als er die Schule in Sollefteå und das Gymnasium in Härnösand besuchte. Danach studierte er in Uppsala, wo er sich 1974 über „Warentrasport in der Luft“ in Kulturgeographie promovierte. In den folgenden Jahren arbeitete er in der dortigen Jazzszene u. a. mit der Fyris Jazz Band (Album Sidewalk Blues, 1978) und mit der Sängerin Mette Rongved, mit der er auch in Norwegen und Polen auf Tournee ging, die Duo-Alben Hör min sång und Höstsommar vorlegte und Auftritte in den Radiosendungen von Sveriges Radio hatte. Ferner nahm er mehrere Soloalben mit Eigenkompositionen auf und spielte mit Stig Johansson, Jan Allan, Arne Domnérus, Georg Riedel und Red Mitchell, in späteren Jahren auch mit der südafrikanischen Sängerin Sani Gamedze. Im Bereich des Jazz war er zwischen 1977 und 1998 an 12 Aufnahmesessions beteiligt. Strinnholm starb Ende Juli 2014 im Alter von 78 Jahren.

## Diskographische Hinweise
- Jan Strinnholm / Mette Rongved: Höstsommar (Coop, 1977)
- Gryning (Coop, 1981) solo
- Itinerancy (Coop, 1982)
- Dick Gyllander / Jan Strinnholm: Bluesette (PHM-Records, 1986)
- Why Do You Play so Long? (Dragon Records, 1986)
- 95 (Sittel, 1995)
- Jan Allan, Jan Strinnholm: (Jan) Exp 2 (J.A.M. Produktion, 1996)
- The Idea of Flying (Sittel, 2011)

## Schriften
- Varutransporter med flyg. Flygfraktstudier med empirisk belysning av flygfrakt i Sverige, utrikeshandel samt flygfrakt över Arlanten. = Geografiska Regionstudier 11 (1974)